# 古西涅
42°33′43″N 19°50′02″E / 42.56194°N 19.83389°E

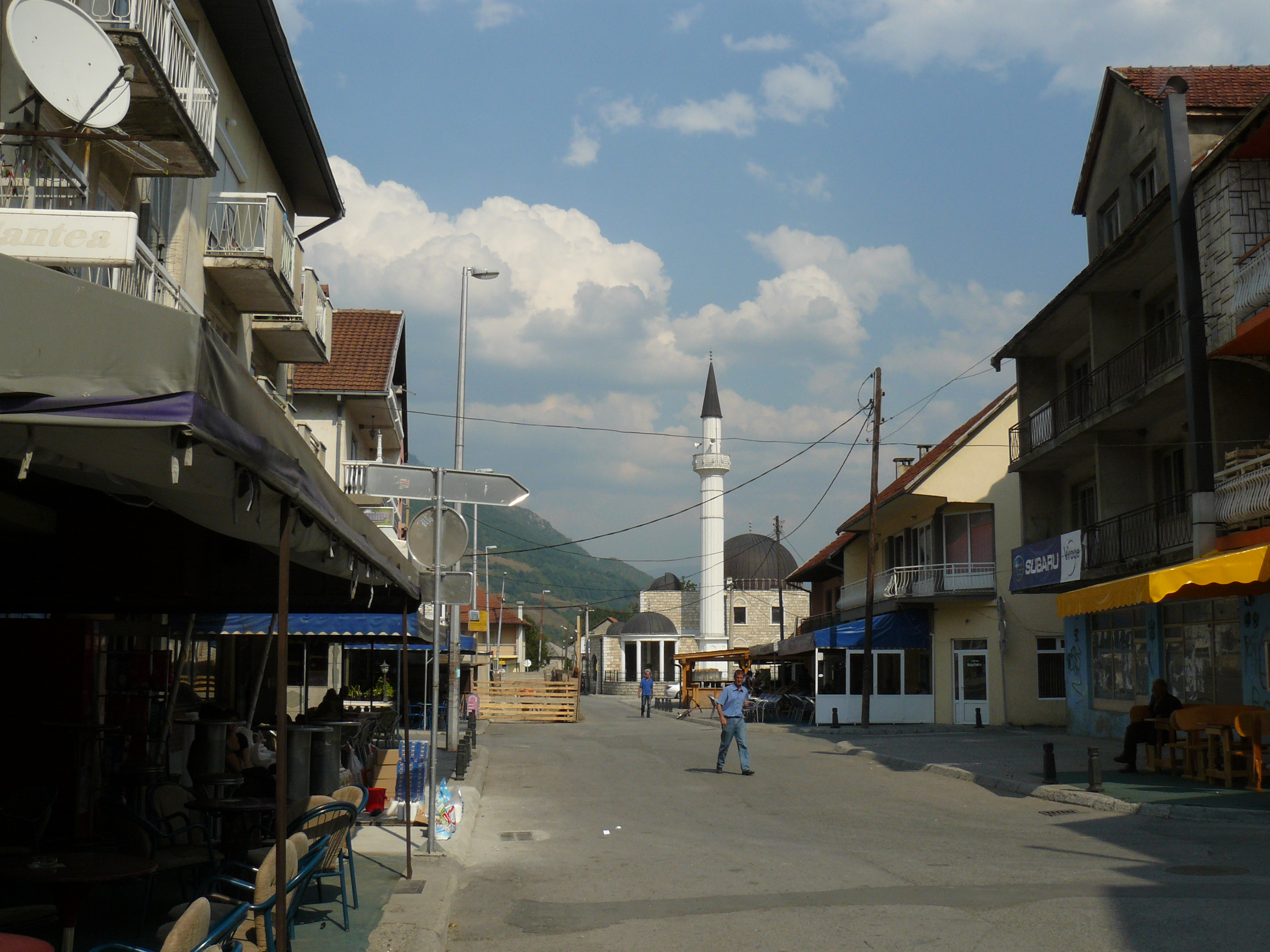

古西涅，阿爾巴尼亞語稱古西亞，是蒙特內哥羅古西涅市鎮内的城鎮及其行政中心，位於該國東北部，處於普羅克勒迪耶地區，海拔高度1,014米，2011年人口1,673。